# Villa Wolf (Kadaň)
Villa Wolf (čp. 644) je oktogonální vila rustikálního charakteru v ulici Jana Švermy (dříve Klášterní) ve vilové čtvrti, dříve známé jako Zahradní Město, v Kadani. Stavba byla dokončena roku 1896. Projekt vyhotovil architekt a stavitel Hubert Tippmann pro Karla Wenzela. Pozdějším majitelem se stal kadaňský právník a soudce JUDr. Julius Wolf.

## Historie

### Výstavba
Zakázku na projekt novostavby v tehdejší Klášterní ulici ve vznikající moderní vilové čtvrti Zahradní Město obdržel kadaňský stavitel Hubert Tippmann, mimo jiné projektant kadaňské synagogy, od Karla Wenzela. Práce byly dokončeny roku 1896. Výsledkem byla oktogonální vila rustikálního charakteru s dřevěným vyřezávaným štítem.
Druhý majitel, JUDr. Julius Wolf si nechal k vile v letech 1910 až 1911 navíc přistavět dřevěnou verandu. Svědčí o tom povolení tehdejšího Městského úřadu v Kadani, přičemž realizace se tehdy ujal kadaňský architekt a stavitel Johann Petzet.

### Majitelé
Stavebníkem a prvním majitelem vily čp. 644 v Kadani byl tehdy již stařičký Karl Wenzel (1835–1911). Wenzel byl úřady evidován jako tzv. soukromník žijící z vlastních prostředků. Pocházel z Doupovské Jeseně a domovské právo měl v obci Poláky na Kadaňsku. Wenzel, který prožil většinu svého života na venkově, se do Kadaně přistěhoval se svou manželkou Albinou (1840–1924), rozenou Kliezsch, původem z Lomazic. Svůj venkovský původ promítl Karl Wenzel i do své nové městské rezidence tak, že ji nechal vystavět v rustikálním duchu. Již roku 1909 však Wenzel svou vilu prodal a do konce života pak bydlel na dvou jiných místech, a sice v Jungmannově ulici (dříve Jahnova) a posléze v ulici Poštovní (dříve Gabelsbergerova) na Prunéřovském předměstí v Kadani.
Novým majitelem rezidence se stal kadaňský právník a soudce JUDr. Julius Wolf. Podle jeho jména se pro vilu začalo nově užívat označení Villa Wolf. Julius Wolf se narodil roku 1872 v Radonicích na Kadaňsku. V letech 1892 až 1897 studoval na Právnické fakultě německé Karlo-Ferdinandovy univerzity v Praze. Zde také přišel do kontaktu s věhlasnými odborníky, mezi jeho učitele patřil například profesor Ludwig Spiegel, nebo profesor Robert Zuckerkandel. Po ukončení studia působil Wolf na různých soudech Českého království a roku 1902 je jeho působení doloženo v Chebu, kde se oženil s místní rodačkou Annou (nar. 1879), rozenou Latek (Ladek). Následně vykonával funkci adjunkta u Okresního soudu v Aši, odkud byl roku 1906 přeložen do Kadaně. Zde se v roce 1911 stal c. k. okresním soudcem. Budova okresního soudu v Kadani se nachází v ulici Boženy Němcové (tehdy Mozartova) a nyní zde sídlí Státní okresní archiv. Od roku 1914 zároveň Julius Wolf přednášel na částečný úvazek dvě hodiny týdně právo na kadaňské střední zemědělské škole.
Za svého působením ve službách soudu obdržel později Julius Wolf titul vrchního zemského soudního rady. Na přelomu let 1944 a 1945 tj. v časech tzv. Sudetské župy, Wolf pronajímal část vily a na různě dlouho tak ve vile přebývali nájemníci z Přísečnice na Kadaňsku, ale také z Aše nebo Liberce. Hned roku 1945 pak byla Villa Wolf jakožto tzv. německý majetek zkonfiskována a tehdy již penzionovaný kadaňský soudce JUDr. Julius Wolf byl nucen se svou chotí Annou opustit Kadaň a odejít do Německa.